# スター (aikoの曲)
『スター』は、aikoのメジャー通算19作目のシングルで、ポニーキャニオンから2005年11月30日に発売。

## 解説
- 自身初の30代のシングル。
- 初回限定盤のみカラートレイ仕様。
- 「スター」は、東宝配給映画『あらしのよるに』主題歌で「あした」以来7年ぶりの映画主題歌となった[1]。この曲で第56回NHK紅白歌合戦に通算4度目の出場を果たした。PVの撮影は北海道・旭岳で行われた。
- 「蝶の羽飾り」はaikoが車窓から眺めた福岡市の都市高速荒津大橋からの博多湾の風景からインスピレーションされた曲であり、ご当地ソングとして福岡で開催されるライブで歌われることが多い。

## 収録曲
1. スター
2. 蝶の羽飾り
3. こんぺいとう
4. スター（instrumental）

- 全曲 作詞・作曲：AIKO、編曲：島田昌典

## エピソード
2011年、生田絵梨花が乃木坂461期生オーディションの最終（5次）審査で「スター」を歌い合格。2次審査で歌った「カブトムシ」、4次審査で歌ったI WiSHの「明日への扉」と共に思い出の3曲として挙げている。